# Ordubad (Stadt)
Ordubad ist eine Stadt in Aserbaidschan.

## Geografie
Sie ist die Hauptstadt des Bezirks Ordubad in der Autonomen Republik Nachitschewan. Die Stadt liegt am Fluss Ordubad, einem Nebenfluss des Aras, und hat 10.800 Einwohner (Stand: 2021). 2014 betrug die Einwohnerzahl etwa 10.500. Der Name Ordubad hat türkische und persische Wurzeln und bedeutet Armee-Stadt.

## Geschichte
Die Stadt war seit dem Mittelalter von großer Bedeutung für die Region. Zeitweise Hauptstadt eines kleinen Sultanats war sie meist wichtiges Verwaltungszentrum in wechselnden Reichen. Im 18. Jahrhundert war Ordubad Hauptstadt des Bezirks Āzā-Jerān des von Persien abhängigen Khanat Nachitschewan. 1828 fiel die Stadt mit dem Khanat an das Russische Kaiserreich. Noch heute ist die Stadt eine der wichtigsten in der Autonomen Republik Nachitschewan.

## Kultur
In der Stadt sind drei Moscheen aus dem 17. und 18. Jahrhundert erhalten: Saatabad, Dilbar und Juma, die letzte beherbergt auch eine Madrasa. Außerdem gibt es ein historisches Museum das insbesondere dem persischen Astronomen und Mathematiker Nasīr ad-Dīn at-Tūsī gewidmet ist.

## Verkehr
Die Stadt hatte seit 1941 einen Bahnhof an der damals eröffneten Bahnstrecke Ələt–Culfa. Aufgrund des bei Auflösung der Sowjetunion ausbrechenden Konflikts zwischen Armenien und Aserbaidschan um Bergkarabach wurde der Verkehr in Richtung Baku ab 1989 mehrfach unterbrochen, je nach militärischer Lage wieder aufgenommen, dann aber endgültig eingestellt. Später soll es zeitweise noch Eisenbahnverkehr zwischen Ordubad und Naxçıvan gegeben haben.